# Mayuko Hagiwara
Mayuko Hagiwara (Japans: 萩原麻由子) (Maebashi (Gunma), 16 oktober 1986) is een Japans voormalig wielrenster. Ze is meervoudig Japans kampioene op de weg en in de tijdrit.

## Carrière
Hagiwara won goud tijdens de wegrit op de Aziatische Spelen 2006 in Doha (Qatar) door solo, anderhalve minuut voor het peloton, te finishen. Ze nam namens Japan deel aan de Olympische Zomerspelen 2012 in Londen, maar haalde de finish niet. Ze nam in 2006 voor het eerst deel aan het Wereldkampioenschap in het Oostenrijkse Salzburg en werd 30e, op ruim 2 minuten achter winnares Marianne Vos. Haar hoogste notering behaalde ze op het WK 2014 in het Spaanse Ponferrada: ze werd 18e in de tijdrit.
In de Ronde van Italië voor vrouwen 2015 won ze de 6e etappe, waarmee ze geschiedenis schreef door als eerste Japanse renner (man of vrouw) een etappe in een grote ronde te winnen.
Hagiwara reed vijf jaar bij de Britse wielerploeg Wiggle Honda vanaf de oprichting ervan in 2013. In 2018 reed ze voor de Italiaanse ploeg Alé Cipollini en in 2019 en 2020 bij het Spaanse Eneicat.

## Belangrijkste overwinningen
2004
 Aziatisch kampioene tijdrijden, junioren
 Aziatisch kampioene op de weg, junioren
2005
 Japans kampioenschap tijdrijden, elite
2006
 Wegrit Aziatische Spelen in Doha, Qatar
 Japans kampioenschap op de weg, elite
2008
 Japans kampioene tijdrijden, elite
 Japans kampioenschap op de weg, elite
2009
 Japans kampioene tijdrijden, elite
2010
 Japans kampioene tijdrijden, elite
 Japans kampioene tijdrijden, elite
2011
 Japans kampioene tijdrijden, elite
 Japans kampioene tijdrijden, elite
2012
 Japans kampioene tijdrijden, elite
 Japans kampioene tijdrijden, elite
2013
Championnat de Wallonie
 Japans kampioenschap tijdrijden, elite
 Japans kampioenschap op de weg, elite
2014
 Japans kampioene tijdrijden, elite
 Japans kampioene tijdrijden, elite
 Beste Aziatische renster Tour of Zhoushan Island
2015
 Japans kampioene tijdrijden, elite
 Japans kampioenschap tijdrijden, elite
 Aziatisch kampioenschap tijdrijden, elite
6e etappe Giro Rosa
3e etappe Tour de Bretagne
2016
 Aziatisch kampioene tijdrijden, elite
 Aziatisch kampioenschap op de weg, elite

### Resultaten in voornaamste wedstrijden
|      | \| Jaar \| Ronde van Vlaanderen \| Amstel Gold Race \| Luik-Bast.‑Luik \| Strade Bianche \| Waalse Pijl \| Trofeo Alfredo Binda \| \| WK op de weg \| \| ---- \| -------------------- \| ---------------- \| --------------- \| -------------- \| ----------- \| -------------------- \| \| ------------ \| \| 2006 \| \| \| \| \| \| \| \| 30e \| \| 2007 \| \| \| \| \| \| \| \| \| \| 2008 \| \| \| \| \| \| \| \| \| \| 2009 \| \| \| \| \| \| \| \| \| \| 2010 \| \| \| \| \| \| \| \| 38e \| \| 2011 \| \| \| \| \| \| \| \| 50e \| \| 2012 \| \| \| \| \| \| \| \| opgave \| \| 2013 \| 72e \| \| \| \| opgave \| 44e \| \| \| \| 2014 \| \| \| \| \| 46e \| 65e \| \| 52e \| \| 2015 \| 42e \| \| \| 33e \| 39e \| 82e \| \| \| \| 2016 \| \| \| \| opgave \| 45e \| 74e \| \| \| \| 2018 \| \| 91e \| 73e \| opgave \| 68e \| opgave \| \| \| |                  |                 |                |             |                      |  |              |
| Jaar | Ronde van Vlaanderen | Amstel Gold Race | Luik-Bast.‑Luik | Strade Bianche | Waalse Pijl | Trofeo Alfredo Binda |  | WK op de weg |
| 2006 | |                  |                 |                |             |                      |  | 30e          |
| 2007 | |                  |                 |                |             |                      |  |              |
| 2008 | |                  |                 |                |             |                      |  |              |
| 2009 | |                  |                 |                |             |                      |  |              |
| 2010 | |                  |                 |                |             |                      |  | 38e          |
| 2011 | |                  |                 |                |             |                      |  | 50e          |
| 2012 | |                  |                 |                |             |                      |  | opgave       |
| 2013 | 72e |                  |                 |                | opgave      | 44e                  |  |              |
| 2014 | |                  |                 |                | 46e         | 65e                  |  | 52e          |
| 2015 | 42e |                  |                 | 33e            | 39e         | 82e                  |  |              |
| 2016 | |                  |                 | opgave         | 45e         | 74e                  |  |              |
| 2018 | | 91e              | 73e             | opgave         | 68e         | opgave               |  |              |

Barker · Bartelloni · Becker · Bronzini · Collins · Gilmore · Hagiwara · King · Kitchen · Roberts · Rowsell · Schnitzmeier · Trott · Villumsen
Barker · Bartelloni · Becker · Bertine · Bronzini · Collins · Fahlin · Gilmore · Hagiwara · King · Mullens · Roberts · Rowsell · Sanchis · Schnitzmeier · Trott · Villumsen
Abbott · Baker · Bronzini · Christian · Cordon · D'Hoore · Edmondson · Fahlin · Hagiwara · Hosking · King · Longo Borghini · Mullens · Roberts · Roe · Sanchis · Wiasak
Abbott · Bronzini · Christian · Cordon · D'Hoore · Edmondson · Garner · Hagiwara · Hosking · Johansson · King · Longo Borghini · Pieters · Roberts · Sanchis
Bronzini · Cordon · Cure · D'Hoore · Edmondson · Fahlin · G. Garner · L. Garner · Hagiwara · Johansson · Leth · Lichtenberg · Longo Borghini · Roberts · Sanchis
Bastianelli · Ensing · Frometa Leonard · Hagiwara · Hosking · Kasper · Knetemann · Paladin · Santesteban · Stefani · Swinkels · Trevisi · Tušlaitė · Vekemans